# Ingeborg Hallstein
Ingeborg Hallstein (Munic (Baviera), 23 de maig, 1936), és una cantant d'òpera alemanya (soprano de coloratura).

## Biografia
Ingeborg Hallstein va néixer com a filla de la soprano i professora de cant Elisabeth Hallstein. Als 16 anys, mentre encara a l'escola, va començar a estudiar cant amb la seva mare. Va ser rebutjada a la Universitat de Música de Munic el 1954 després de fer l'examen d'accés.
El 1957, amb només 21 anys, Hallstein va rebre el seu primer compromís al "Passau City Theatre" i hi va debutar com Musetta a La bohème de Puccini. El 1958 es va comprometre al "Theater Basel", però el 1959 Willy Duvoisin la va portar al ""Gärtnerplatztheater" de Munic com a soprano de coloratura.
L'agost de 1960, Ingeborg Hallstein va debutar com a Rosina a La finta semplice de Mozart al Festival de Salzburg, al qual va tornar repetidament al llarg de la seva carrera. El 1966 va participar en l'estrena de l'òpera Die Bassariden de Hans Werner Henze. Des d'aquí va ser contractada pel llavors director artístic Rudolf Hartmann a l'Òpera Estatal de Baviera, on va ser membre permanent del conjunt des de 1961 fins a 1973.
Posteriorment es van incloure parts d'òpera que va cantar a l'escenari, entre d'altres. Konstanze (El rapte del serrallo), Gilda (Rigoletto), Violetta (La traviata), Sophie (Der Rosenkavalier), Susanna (Le nozze di Figaro), Zerbinetta (Ariadne auf Naxos), Aminta (Die schweigsame Frau), Olympia (Les Contes d'Hoffmann), Ninetta (L'amor de les tres taronges), Fiorilla (Il turco a Itàlia), Isabella (L'Italiana a Algeri), Marzelline (Fidelio), Despina (Così fan tutte) i Adele (Die Fledermaus).
Va fer actuacions convidades a tots els grans teatres d'òpera del món. Ella cantava, entre altres coses, a la "Deutsche Oper Berlin", a les Òperes Estatals d'Hamburg, Stuttgart i Viena, al Teatre La Fenice de Venècia i al Teatro Colón de Buenos Aires, a la Royal Opera House de Londres amb Otto Klemperer i amb Herbert von Karajan el 1962 al "Teatre an der Wien". Amb motiu de la seva reobertura a Viena, un dels seus papers característics: la reina de la nit a La flauta màgica de Mozart.
Amb la seva veu clara i campanera que arriba als tonals més aguts, fou una de les sopranos de coloratura més importants de la segona meitat del segle xx. A més de l'òpera i l'opereta, la cançó d'art va ser un altre focus artístic d'Ingeborg Hallstein, que va aconseguir en nombrosos recitals de cançons a casa i a l'estranger.
Un contracte exclusiu amb Deutsche Grammophon (Polydor) va donar lloc a enregistraments de nombroses òperes, operetes, musicals i cançons. A més del seu treball d'òpera i concert, va participar en nombroses produccions televisives d'operetes i òperes i també va aparèixer en importants programes d'entreteniment de televisió (Peter Alexander Show, Dalli Dalli, estrella convidada a Klimbim i molts més).
El 1979 Ingeborg Hallstein va ser nomenada professora de cant a la Universitat de Música de Würzburg. A causa de la seva creixent tasca educativa, es va retirar lentament dels escenaris. Va treballar a Würzburg fins al 2006. A partir del 2009, només imparteix classes particulars, imparteix classes magistrals a casa i a l'estranger i és un jurat molt sol·licitat en concursos de cant.
Pels seus serveis, entre altres coses: Per als cantants joves, Hallstein, que també és cantant de cambra bavaresa des de 1979, va rebre la Creu Federal del Mèrit el 1976, la Creu Federal del Mèrit, Primera Classe el 1996 i l'Ordre del Mèrit de Baviera el 1999. La Societat alemanya Johann Strauss va reconèixer el seu compromís amb la música de Johann Strauss amb un patrocini honorífic el gener de 2007.

## Discografia (selecció)
- Ingeborg Hallstein canta Mozart, Munich Records, 1993
- Grans enregistraments del segle: Beethoven: Fidelio, EMI Classics, London Philharmonic Orchestra, Klemperer, Frick, Vickers, Ludwig Händel: Xerxes (enregistrament complet d'Orfeo: Kubelik, Töpper, Wunderlich)
- Emmerich Smola/Ingeborg Hallstein: Highlights 1961–1972
- Ingeborg Hallstein: un cantant d'avui, Eurodisc 78465
- Mozart: Songs, Salzburg 1958–1984, Orfeo-Live Recordings, Festival de Salzburg, documents del festival
- Great Mozart Singers Vol. 4 (àries de concert 1956–1970), Orfeo, Camerata Academica Salzburg, Paumgartner
- Lortzing: Zar i Zimmermann - Destacats (Deutsche Grammophon, Bamberger Symphoniker, Hans Gierster, Wunderlich, Fischer-Dieskau i altres)
- Henze: The Bassarides (enregistrament complet d'Orfeo, Filharmònica de Viena, Dohnányi, Loren Driscoll)
- Concert de sol·licitud de televisió amb Ingeborg Hallstein, 2006
- Ingeborg Hallstein – A Portrait, set de 4 CD, Artone, 2005
- Benatzky: In the White Rößl (Eurodisc/Sony BMG, Fehring, Alexander, Köth, Schock); també com a Amiga-LP 845223, presa per Ariola-Eurodisc.
- Emmerich Kálmán: Comtessa Mariza. Enregistrament musical complet. I. Hallstein, P. Alexander. Dir. Franz Marszalek. Carrusel 2430266. Polydor 1969
- Johann Strauss: Una nit a Venècia. Enregistrament musical complet. I. Hallstein, P. Alexander. Dir. Franz Marszalek. Carrusel 2430263. Polydor 1969
- Seccions transversals de l'opereta: El ratpenat, El baró gitano, Una nit a Venècia, El comerciant d'ocells, El Dubarry, L'estudiant mendicant, Comtessa Mariza, La terra dels somriures, La viuda alegre, Boccaccio, La rosa d'Estambul, Director: Franz Marszalek. Vida parisenca, director d'orquestra: Franz Allers
- West Side Story/Mary Poppins. Destacats musicals de Leonard Bernstein, Richard M. Sherman i Robert B. Sherman en alemany. Ingeborg Hallstein i altres. Polydor 2428107. 1967

## Filmografia
- 1962: Drei Männer spinnen
- 1964: Wälsungenblut
- 1965: Das Kabinett des Professor Enslen
- 1966: Robert und Elisabeth
- 1966: Die Tänzerin Fanny Elßler
- 1970: Der Bettelstudent
- 1970: Die Zirkusprinzessin
- 1971: Wiener Blut
- 1974: Madame Pompadour
- 1975: Frau Luna